# Malagoniella lanei
Malagoniella lanei là một loài bọ cánh cứng trong họ Bọ hung (Scarabaeidae).